# Entrega de diplomas
 Entrega de diplomas  es el vigésimo segundo capítulo de la cuarta temporada de la serie dramática El ala oeste de la Casa Blanca.

## Argumento
Josh inicia el proceso para la búsqueda de un nuevo Vicepresidente, con algunos candidatos sorprendentes. Su preferido: el jefe de gabinete de la Casa Blanca, Leo McGarry. Durante sus deliberaciones, aparece Amy Gardner, quien intenta echarle una mano. En un momento dado, hablando esta con Donna, le pregunta si está enamorada de su jefe. No responde.
Charlie se tranquiliza con respecto a sus sentimientos por Zoey, pero esta cambia las cartas de juego. Queda con ella para desenterrar una botella de champán que escondieron años atrás en los jardines de la Casa Blanca. La hija del presidente, confusa, termina besándole poco antes de su graduación. Por su parte, C.J. tiene un enfrentamiento con Danny sobre la muerte del ministro de Qumar, ocurrido meses atrás. El periodista sabe que ha sido asesinado y termina consiguiendo de Leo una exclusiva sobre una célula terrorista desaparecida en Portland.
El Presidente va dejando para última hora la redacción de su discurso en la Universidad de  Zoey, Georgetown. Finalmente será Will quien termine de elaborarlo, no sin grandes problemas. Toby, por su parte, intenta ganarse el afecto de su exmujer, la congresista Andy Wyatt, que está embarazada, regalándole una casa; pero se pone de parto antes de tomar una decisión.
Tras la graduación, Zoey se irá a una fiesta nocturna junto a su novio francés, Jean Paul Pierre Claude Charpentier. Este, la droga con éxtasis y la manda involuntariamente al baño. Finalmente, la fiesta se vuelve trágica cuando un agente del Servicio Secreto es hallado muerto y Zoey se encuentra desaparecida, probablemente secuestrada.

## Curiosidades
- Muchos estudiantes de la Universidad de Georgetown son seguidores de la serie, y participaron encantados durante la grabación del episodio, tanto el discurso como en la posterior fiesta de graduación.[1]

## Premios
- Nominada a la mejor serie dramática en los Premios Emmy.[1]